# Далтонизам
Далтонизам (дефицијенција вида у боји) смањена је способност да се види боја или разлике у боји. То може отежати задатке попут одабира зрелог воћа, избора одеће и очитавања семафора. Далтонизам може да отежа неке образовне активности. Међутим, проблеми су углавном мали и већина особа слепих за боје се прилагођава. Људи са потпуним слепилом за боје (ахроматопсија) такође могу да се осећају непријатно у светлим окружењима и имају смањену оштрину вида.
Најчешћи узрок слепила за боје је наследни проблем у развоју једног или више од три сета конусних ћелија очију који осећају боју. Међу људима је већа вероватноћа да ће мушкарци бити слепи за боје од жена, јер су гени одговорни за већину облика далтонизма на X хромозому. Жене имају два X хромозома, те се дефект једног обично надокнађује другим. Жене које нису слепе за боје могу носити гене за далтонизам и преносити их на своју децу. Мушкарци имају само један X хромозом и стога увек изражавају генетски поремећај ако имају рецесивни ген. Далтонизам такође може бити последица физичког или хемијског оштећења ока, оптичког нерва или делова мозга. Дијагноза се обично врши помоћу Ишихара теста за боје; остале методе укључују генетичко тестирање.
Не постоји лек за далтонизам. Дијагноза може омогућити наставнику особе да промени наставну методу како би компензовао за хендикеп. Специјална сочива могу помоћи људима са црвено-зеленим далтонизмом при јаком светлу. Мобилне апликације могу помоћи људима да идентификују боје.
Црвено-зелена слепоћа је најчешћи облик, а затим следи плаво-жута слепоћа и потпуна слепоћа. Црвено-зелено слепило за боје погађа до 8% мушкараца и 0,5% жена северноевропског порекла. Способност да се види боја такође се смањује у старости. У неким земљама, слепило за боје може људе учинити неподобним за одређене послове, као што су пилоти авиона, машиновође, руковаоци дизалица и људи у оружаним снагама. Ефекат далтонизма на уметничке способности је контроверзан. Способност цртања није промењена, и верује се да су бројни познати уметници били слепи за боје.

## Опис
На мрежњачи ока налазе се нервни завршеци - фоторецептори за три основне таласне дужине светлости које деле у различите канале који одговарају црвеној, зеленој и плавој боји. Код особа које не распознају боје постоји поремећај у рецепторима - подела се не одвија правилно па оне стога не препознају боје или замене једну боју за другу.
Човек има пет чула путем којих прима информације из спољашње средине. Највише информација се добија путем чула вида (чак 90%). Далтонизам доводи до примања непоузданих информација што утиче на квалитет живота људи који су погођени овим поремећајем.
У свету живи око 8% мушкараца и 0,5% жена са овим поремећајем. Људи са овим поремећајем трпе последице у свим областима живота и не могу да раде у преко 150 различитих занимања.
Ова аномалија је наследна и постоји од рођења. Преноси се са родитеља на потомство, као и друге наследне особине које одређују телесне карактеристике појединца. Веома ретко, далтонизам може бити последица оштећења очног живца или мрежњаче ока.
Здраве особе разликују око 2.000 боја, а далтонисти далеко мање. Код мушкараца је поремећај 16 пута учесталији него код жена што се објашњава начином наслеђивања. С обзиром да се поремећај наслеђује преко X (икс) хромозома мушкарци увек имају далтонизам уколико наследе дефектни X хромозом, за разлику од жена код којих се поремећај испољава само уколико су оба X хромозома дефектна. Ако су промене присутне само на једном од тих хромозома, онда су оне носиоци болести и далтонизам се код њих не испољава, али могу да га пренесу на потомство.

## Основи
Први научни чланак на тему далтонизма, Изванредне чињенице које се односе на виђење боја, објавио је енглески хемичар Џон Далтон 1798. након што је уочио сопствену неспособност за разликовање црвене боје. По њему се и опште стање недостатка способности разликовања боја још и данас означава као далтонизам, иако се тај термин сада користи само за деутеранопију.
Слепило за боје погађа релативно велики број појединаца, претежно протанопија и деутеранопија, које су најчешће форме. Код особа северноевропског порекла, чак 8% посто мушкараца и 0,4% жена има недостатак конгениталне боја. Људска ретина обично садржи две врсте фоторецептивних ћелија: штапићи (активни при слабом светлу) и конусне ћелије (активан на нормалном дневном). Нормално, постоје три врсте конусних ћелија (штапића, чуњића), од којих свака садржи другачији пигмент, који се активира када пигменти апсорбирају светлост. Спектарска осетљивост чунева се међу њима разликује: једни су најосетљивији на кратке таласне дужине, други на средње, а трећи на дуге таласне дужине у видљивом спектру, уз сопствени врхунац осетљивости у плавом, зеленом, жутом и црвеном подручјима спектра. Апсорпција спектра три система се преклапа, те се комбиновањем покрије цели видљиви распон спектра. Ови рецептори су познати као чунићи кратке (S), средње (M) и дуге (L) таласне дужине, али су такође често називају и плави, зелени и црвени чуњеви, иако је ова терминологија је нетачна.
Сваки од рецептора чула вида одговара на широк спектар таласних дужина. На пример, дуготаласни „црвени” рецептор има свој врхунац осетљивости у жуто-зеленом подручју, неки пут од краја црвеног (најдужи таласи) дела видљивог спектра. Осетљивост чула вида на нормалну боју заправо зависи од преклапања између апсорпције распона три система: различите боје се признају када су различите врсте конуса стимулисане у различитим ступњевима. Црвено светло, на пример, стимулира чуњеве за дуготаласне дужине много јаче него било који од других, а смањење таласне дужине узрокује да се све више стимулишу друга два конусна система.

## Типови далтонизма
У модерној медицини позната су три типа далтонизма:
- протанопија - кад особа не препознаје црвену боју,
- деутеранопија - кад особа не препознаје зелену боју и
- тританопија - кад особа не препознаје плаву боју.

### Монохроматизам
Монохроматизам – познат и као "тотални далтонизам" или тотатлно слепило за боје – је недостатак способности разликовања боја читавог спектра, те се такве особе виде црно-бело, тј. монохромати од боја разликују само распон нијанси од бледо сивих до црних. То је последица поремећаја или потпуног одсуства фотосензитивних чуњића (чепића) за све нијансе. Монохроматима недостају два или сва три пигментна конуса за виђење, те се њихово уочавање и лакоћа вида своди се на једну димензију.
- Монохроматизам штапића (ахроматопсија) је изузетно редак, непрогресивни облик неспособности да се разликују било које боје, што је последица одсуства или нефункционирања ретинских чепића. То је повезано са осетљивошћу на светлост (фотофобија), невољним осцилацијама ока (нистагмус) и слабим видом.
- Монохроматизам чуњића је ретко слепило за боје, са релативно нормалним видом, електроретинограмом, и електроокулограмом. Ови монохромати такође могу бити резултат више од једне врсте двобојног (дихроматског) далтонизма. Сматра се да особе са, на пример, протанопијом и тританопијом имају овај монохромматитам. Будући је монохроматизам чепића последица недостатка/оштећења више од једног конуса у ретинском окружењу, има две еквивалентне врсте дихроматизма.

### Дихроматизам
- Дихроматизам је умерено тешко слепило за боје у којем је један од три основна механизма боја одсутан или није у функцији. То је наследна, а, у случају протанопије или деутеранопије, полно везана особина, што значи да се углавном јавља код мушкараца. Дихроматима недостаје један од типова пигментних чуњића па се виђење боја своди на две димензије. Дихроматизми су означени основу тога да ли је погођен „први” (грч. prot – позивајући се на црвени фоторецептор), „други” (deuter – зелено), или „трећи” (trit – плаво) фоторецептор.

Верзија оригиналних таблица овог теста (Шинобу Ишихара) је дизајнирана да се одвија у соби адекватно осветљеном дневном светлошћу. Присуство директне сунчеве светлости или вештачког светла може произвести неке разлике у резултатима због извесних промена у изгледу нијанси боја. Електронска верзија може показати неке разлике, јер су слике оптимизоване за веб-базирану испоруку са резолуцијом за монитор 800x600 и екран у боји 256 или више. Резултате овог теста не треба сматрати коначним медицинским тестом виђење боја, и само служе за илустрацију тестирања. За медицинску дијагностику релевантни су резултати који се добију тестирањем на аномалоскоп.
Услови тестирања помоћу Ишухариних таблица:
- посматрање таблица под дневним светлом;
- таблице се гледају под углом од 90°;
- удаљеност таблица око 75 cm од посматрача (обично дужина руке) тако да тест слика буде у висини очију;
- регистрира се одговор који је дат у року од три секунде.

Обично није потребно у свим случајевима да се користи читав низ слика. У испитивањима великих размера. тест се може поједноставити на 6 тест-табли: један од тестова 2 или 3, један од тестова 4, 5, 6 или 7, један од тестова 8 или 9, један од тестова 10, 11, 12 или 13 и један од тестова 14 или 15.

### Недостаци виђења црвеног и зеленог дела спектра
Већина случајева недостатка колорног вида се одликују недостацима у виђењу у црвено-зеленом делу спектра, који се може сврстати у две групе.
1. Протан тип може се испољавати као:
- протанопија – апсолутно сљепило или
- протаномалија – парцијално слепило, а

2. Деутан као:
- деутеранопија – апсолутно или
- деутераномалија – делимично слепило.

У протанопији видљиви распон спектра је краћи на црвеном крају, у односу на нормално виђење, а тај део спектра који се у нормалном виђењу види као плаво-зелен, протанопима се чини сивим.
У деутеранопији, део спектра који је за нормално виђење зелен види се као сив. Пурпурно-црвена такођер се види као сива.
Код протаномалије и деутераномалије, ниједан део спектра се не појављује као сиви, али његов део који се појављује код протанопа као сив, код протаномелије ће изгледати, а код деутераномалије ће се сива боја деутеранопа изгледати нејасно сивкасто.
Недостатак виђења нијанси плаве и жуте боје је јаснији него код црвене и зелене.
Протанопија је је тешка врста недостатка колорног вида узрокована потпуним изостанком црвених фоторецептора у мрежњачи). Протанопи тешко виде разлику између плаве и зелене боје, као и између црвене и зелене. То је облик дихроматизма у којем се субјект може само доживљавати на таласним дужинама 400-650 , уместо уобичајених 700 . Чисто црвена се не види, а уместо ње се појављују црне; љубичасте боје се не могу разликовати од плавих. Тамнонаранџастао црвена може изгледати као врло затамњена жута, а све наранџасто-жуто-зелене нијансе предуге таласне дужине за стимулирање плавих рецептора појављују се као сличано жуте нијансе. То је наследно, полно X-везано својство, присутнно у око 1% мушкараца.
Деутеранопија је врста недостатка колорног вида где су одсутни фоторецептори за зелени део спектра. То утиче на дискриминацију нијанси на исти начин као и код протанопа, али без ефекта затамњења. Као и протанопија, ово је наследна, полно X-везана особина, која се јавља у око 1% мушке популације.
- Тританопија је врло редак поремећај колорног вида у којем постоје само два типа пигментних конуса и тотално одсуство рецептора за плави део спектра у ретини. Плаве нијансе се виде као зеленкасте, жуте и наранџасте као ружичасте, а љубичасте боје изгледају бордо. Локус за ову врсту слепила за боје се налази на хромозому 7. За разлику од протанопија и деутеранопија, тританопија и тританомалија нису полно везане особине и могу се добити, а не наследити, а могу се преокренути у неким случајевима.

### Аномални трихроматизам
Аномални трихроматизам је чест тип наследних недостатака виђења боја, а јавља се када је један од три пигментна чепића промењен у спектарској осетљивости.
- Протаномалија је благи поремећај нијансирање црвених боја, услед слабе осетљивости ретинских рецептора (ближе одговору рецептора за зелену), што резултира у лошој дискриминацији црвено-зелених нијанси. То је наследни, X-везани поремећај, присутна у 1% мушкараца. Разлика од протанопије је да су у овом случају присутни L-чепићи, али у квару, док си код протанопије L-конуси потпуно нестали.
- Деутераномалија је узрокована сличним помаком у рецепторима за зелену боју и далеко је најчешћи тип недостатка колорног вида. Благо утиче на нијансирање црвено-зеленог дела спектра у око 5% европских мушкараца. То је наследна, а X-везана особина. Од протанопије се разликује по томе што у овом случају на зелено осетљиви чепићи нису нестали (као код протанопије), него су неосетљиви.
- Тританомалија је редак, наследни недостатак виђења боја који утиче на дискриминацију плаво-зелена и жуто-црвена/роза нијанси. Ген за ово својство се налази на хромозому 7.

## Последице далтонизма
У детињству далтонизам представља велики хендикеп, што се у овом добу у великој мери одражава на успех детета у учењу и психолошком развоју.
У саобраћају далтонисти представљају опасност како за себе, тако и за околину. Учестале су саобраћајне незгоде у којима је узрок несреће неправилно уочавање боја. Догађа се да далтонисти прелазе преко пруге упркос црвеном светлу.